# محمدرضا زادمهر
محمدرضا زادمهر (زاده ۲۶ مرداد ۱۳۳۵) بازیکن سابق فوتبال ایران است. وی سابقه عضویت در باشگاه فوتبال پرسپولیس تهران را دارد
، در سن ۲۵ سالگی و بعد از ۹ سال حضور در این باشگاه از فوتبال خداحافظی کرد. او در مقاطعی به‌طور همزمان در تیم جوانان و بزرگسالان باشگاه بازی می‌کرده، پس خداحافظی از فوتبال ادامه تحصیل داد و توانست مدرک دکترا خود را در رشته دندانپزشکی دریافت کند. زادمهر سابقه سرپرستی تیم‌های ملی جوانان، نوجوانان و همین‌طور بزرگسالان را در کارنامه دارد. او همچنین در مقطعی کوتاه، قائم مقام باشگاه پرسپولیس بود.

## افتخارات
پرسپولیس
- لیگ فوتبال ایران (و لیگ باشگاه‌های تهران):
  - قهرمان (۶): ۱۹۸۲–۸۳, ۱۹۸۴–۸۵, ۱۹۸۶–۸۷, ۱۹۸۷–۸۸, ۱۹۸۸–۸۹, ۱۹۸۹–۹۰
- جام حذفی فوتبال ایران:
  - قهرمان (۴): ۱۹۸۱–۸۲, ۱۹۸۴–۸۵, ۱۹۸۶–۸۷, ۱۹۸۷–۸۸